# Ludwig Eduard Theodor Loesener
Ludwig Eduard Theodor Loesener (* 1865- 1941) fue un botánico alemán.
Colector de especímenes en Europa: islas Amrum (1912); Alpes, Selva Negra, Baviera, Tirol), Rugen. Herbario Aquifoliaceae & 14 cult. Ilex spp.
- La abreviatura «Loes.» se emplea para indicar a Ludwig Eduard Theodor Loesener como autoridad en la descripción y clasificación científica de los vegetales.[1]